# 八木幸吉
八木 幸吉（やぎ こうきち、1895年（明治28年）2月25日 - 1976年（昭和51年）7月26日）は、大正から昭和期の実業家、政治家。衆議院議員（1期）、参議院議員（2期）。

## 経歴
大阪府大阪市出身。八木商店創業者八木与三郎の二男として生まれる。1917年（大正6年）慶應義塾大学部理財科を卒業した。
鐘淵紡績（のちカネボウ）に入社し、営業部蚕業課長、兵庫工場長などを歴任。武藤山治の秘書となり、1919年（大正8年）ワシントンで開催の第1回国際労働会議に傭主側代表となった武藤に父の与三郎とともに随行して出席した。1921年（大正10年）武藤の次女二三子と結婚。
実業同志会理事に就任し、1930年（昭和5年）2月の第17回衆議院議員総選挙で兵庫県第3区から出馬して当選し、衆議院議員を1期務めた。時事新報社の経営に協力し協議員に就任した。
1947年（昭和22年）4月の第1回参議院議員通常選挙に兵庫県地方区から無所属で出馬して当選。しかし、同年5月2日、昭和22年勅令第1号に基づき同令第4条の覚書該当者に指定され（公職追放）、同令第3条第2項により同年5月27日に議員資格が消滅した。追放解除後、1952年（昭和27年）10月の第25回総選挙で兵庫県第3区から改進党公認で出馬して次点で落選。1953年（昭和28年）4月の第3回通常選挙に全国区から出馬して再選され、参議院議員に通算2期在任した。
1965年（昭和40年）秋の叙勲で勲三等旭日中綬章受章。
その他、兵庫県工業会副理事長、兵庫県労働委員長、大日本蚕糸会評議員、国民会館理事、南米拓殖監査役、八木商店（現株式会社ヤギ）顧問などを務めた。
1976年（昭和51年）7月26日死去、81歳。死没日をもって従四位に叙される。

## 著作
- 『七十五年の回顧』前編上、前編下、新樹社、1975年。

## 家族
- 妻の八木二三子は、武藤山治二女[6]
- 長男の八木幸一は鐘紡副社長で、岳父に鈴木剛
- 長女の馥子は豊田副武の長男の妻